# Spongiosperma cataractarum
Spongiosperma cataractarum är en oleanderväxtart som beskrevs av J.L. Zarucchi. Spongiosperma cataractarum ingår i släktet Spongiosperma och familjen oleanderväxter. Inga underarter finns listade i Catalogue of Life.